# Guddadahosalli, Shikarpur
Guddadahosalli là một làng thuộc tehsil Shikarpur, huyện Shimoga, bang Karnataka, Ấn Độ.